# صينيون سنغافوريون
صينيون سنغافوريون وهم الصينيون الذين يتواجدون في جزيرة سنغافورة، ويعتبر الصينيين أكبر مجموعة عرقية في البلاد، حيث يشكلون نسبة 74% من سكان سنغافورة أي حوالي 2,808,300 نسمة، لذلك تعتبر سنغافورة البلد الوحيد الذي يشكل فيه الصينيون النسبة الكبرى خارج الصين الكبرى ويتكلمون باللغة الإنغليزية واللغة الصينية ويعتنقون البوذية والمسيحية والطاوية و اللادينية، ويعود تواجد الصينيين في سنغافورة إلى بداية القرن التاسع عشر، حيث أنهم هاجروا إلى تلك الجزيرة بسبب كثرة الحروب في البر الصيني، فهاجر أعداد كبيرة من الصينيين إلى جنوب شرق آسيا وإلى دول سنغافورة و ماليزيا وإندونيسيا وغيرها من الدول.